# Асеведо, Давид
Давид Асеведо (исп. David Acevedo; род. 20 февраля 1937, Санта-Фе) — аргентинский футболист, выступавший на позиции защитника.

## Клубная карьера
Давид Асеведо начинал свою футбольную карьеру в 1956 году и провёл большую её часть в команде «Индепендьенте». В её составе он 3 раза становился чемпионом Аргентины. В 1969 Асеведо перешёл в клуб «Банфилд», в котором и закончил свою карьеру футболиста в том же году.

## Международная карьера
Давид Асеведо попал в состав сборной Аргентины на чемпионат мира 1958 года. Однако из 3-х матчей Аргентины на турнире Асеведо не появился на поле ни в одном из них: в матчах против сборных ФРГ, Северной Ирландии и Чехословакии.

## Достижения
Индепендьенте
- Чемпионат Аргентины (3): 1960 (чемпион), 1963 (чемпион), 1967 (чемпион)